# Salmo ohridanus
La trucha albanesa (Salmo ohridanus) es una especie de pez marino y de río de la familia Salmonidae. Se encuentra distribuida por Albania y Macedonia del Norte.

## Morfología
Tiene una anatomía muy parecida a la de otros salmónidos. La longitud máxima descrita fue de 34 cm, para un individuo de 12 años de edad, con 685 g de peso.

## Hábitat y biología
Vive en ríos y sobre todo en lagos, a una profundidad de hasta 60 m, donde se alimenta de invertebrados bentónicos, zooplancton y larvas de otros peces. Desova durante el invierno, tras lo cual desciende al mar y abandona la costa, para adentrarse en aguas profundas.

## Importancia para el hombre
Suele ser pescada durante el invierno, a profundidades entre 25 y 50 m, siendo muy valorada para su comercialización y consumo como pescado fresco, así como para pesca deportiva. Alcanza un valor muy alto en el mercado. Su acuicultivo se encuentra en fase experimental.
Actualmente se considera una especie amenazada, debido principalmente a la sobrepesca, pero también a la introducción de otras especies en los ecosistemas fluviales en los que vive.